# Takasa
Takasa (tên cũ là Heilsarmee) là một trong những ban nhạc pop của Thụy Sĩ nổi tiếng nhất tại châu Âu.